# Klaus W. Hoffmann

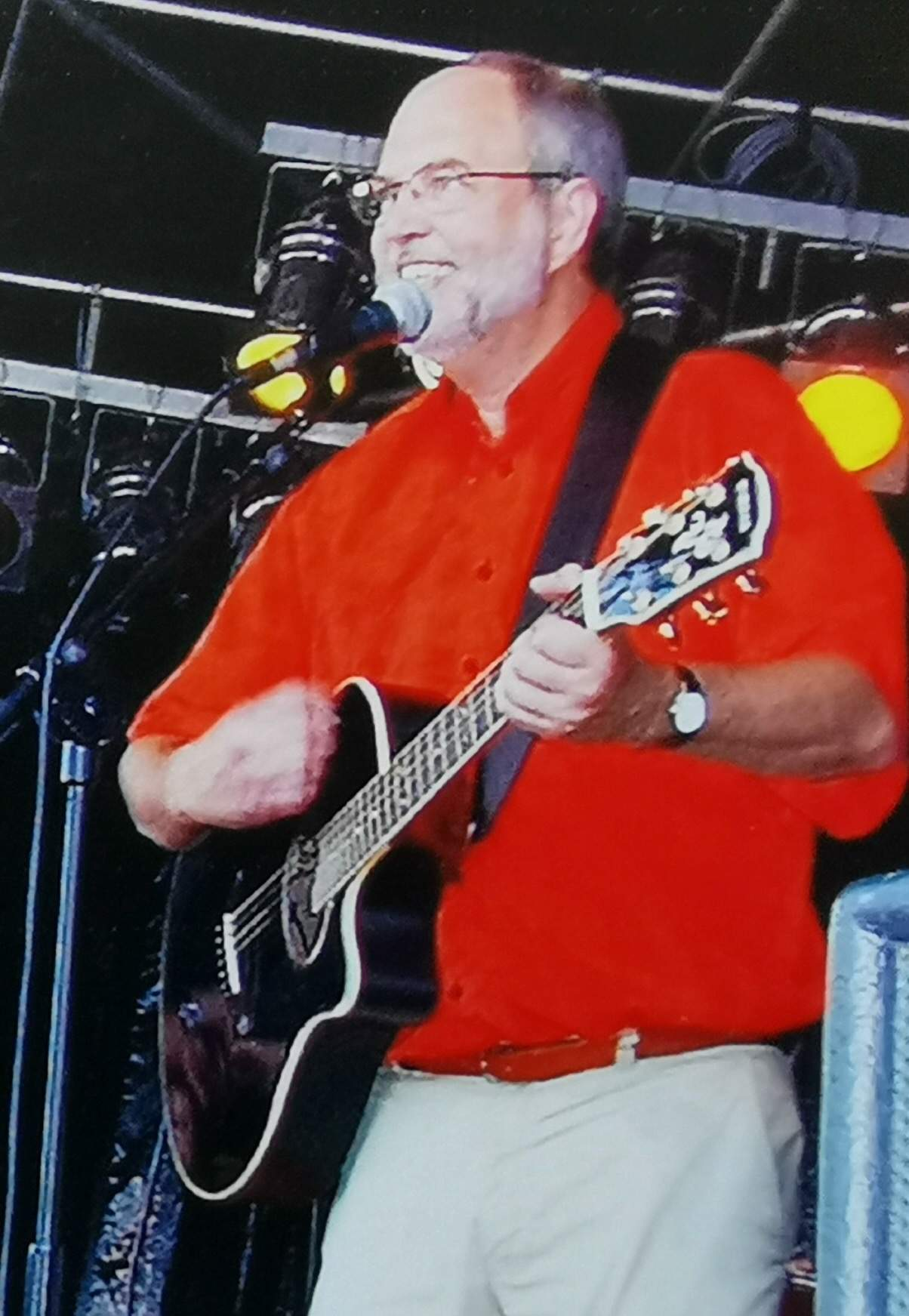
Bühnenauftritt im Jahr 2008

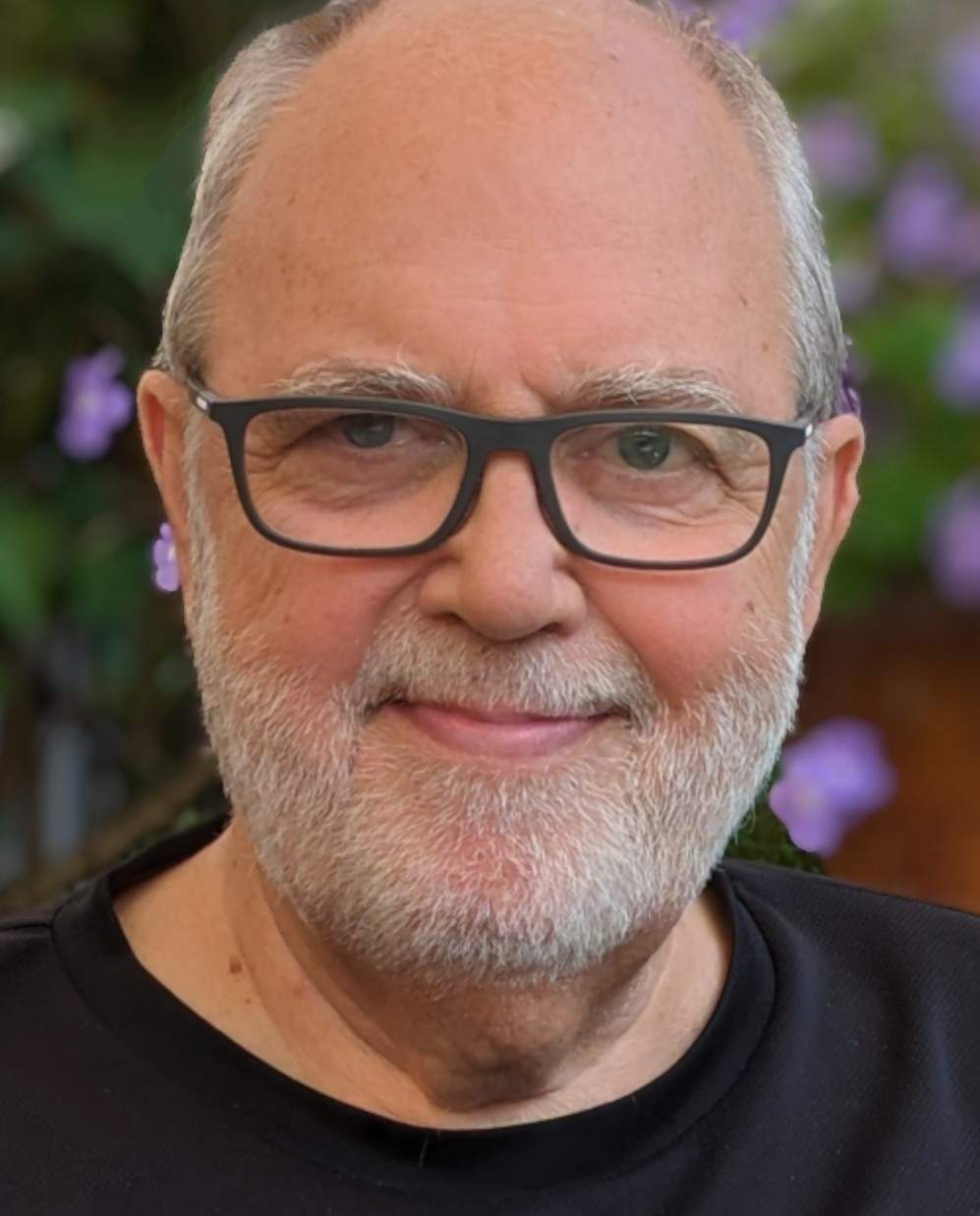
Portrait von Klaus W. Hoffmann 2024

Klaus W. Hoffmann (* 10. April 1947 in Dortmund) ist ein deutscher Schriftsteller und Liedermacher.

## Leben
Nach der Schulzeit machte Hoffmann eine kaufmännische Lehre. Nach einigen Jahren beruflicher Tätigkeit studierte er Betriebswirtschaft und war danach als Betriebswirt sieben Jahre in einem Dortmunder Rechenzentrum tätig.
1975 veröffentlichte er seinen ersten Tonträger mit neuen Liedern für Kinder. Es folgten weitere Tonträger mit Liedern und Hörspielen und Buchveröffentlichungen.
Ende der 1970er Jahre schrieb Klaus W. Hoffmann Filmmusik (Lied „Ich bin neugierig“ und musikalische Variationen) für den Spielfilm „Der rote Strumpf“ (Regie: Wolfgang Tumler; Hauptdarstellerinnen: Inge Meysel und Julie Tumler). Hoffmann schrieb auch Lieder für andere Künstler (z. B. „Herr Gelb und Frau Blau“, „Ich kenne einen Garten“ für eine Tonträger-Produktion mit Katja Ebstein).
1982 erschien sein erstes Kinderbuch mit Kurzgeschichten, Liedtexten und Gedichten für Kinder. Es folgten  Kinder- und Jugendbücher (u. a. bei Ravensburger, Arena und Loewe) und pädagogische Sachbücher für Erwachsene. Die Fernsehsendung „Sendung mit der Maus“ übernahm zahlreiche seiner Lieder und machte daraus Zeichentrickfilme.
Seit 1981 ist Klaus W. Hoffmann als freiberuflicher Autor und Liedermacher tätig. In den 1980er Jahren hatte er Fernseh- und Rundfunkauftritte mit Kinderliedern (z. B. HR, WDR und RIAS). Für den RIAS Berlin moderierte er einige Sendungen der Reihe „Panther & Co“ und schrieb dafür auch die Manuskripte. Auf zahlreichen Bühnen präsentierte er seine Kinderlieder solo und mit Begleitmusikern. Er las in vielen Bibliotheken und Schulen aus seinen Büchern.
Klaus W. Hoffmann lebt seit 2010 mit seiner Frau Elke Bannach-Hoffmann in Renneritz, Sachsen-Anhalt. Hier hat er mehrere historische und zeitgenössische Erzählungen und Romane für Erwachsene und Jugendliche, aber auch Geschichten für Kinder im Grundschulalter geschrieben und veröffentlicht.
Klaus W. Hoffmann ist Mitglied im PEN, im Verband Deutscher Schriftstellerinnen und Schriftsteller (VS) und im Netzwerk Kindermusik.

## Preise und Auszeichnungen
- 1980: Preis der deutschen Schallplattenkritik für den Tonträger Das Spielmobil
- 1981: Preis der deutschen Schallplattenkritik für den Tonträger Das Bärenorchester
- 1991: Preis der Akademie Volkach „Buch des Monats“ für Narrentanz und Hexenreigen (Patmos Verlag 2001)

## Veröffentlichungen

### Bücher
- Das Musik-Spielmobil. Lieder, Gedichte und Geschichten für Kinder. Verlag pläne, Dortmund 1982.
- Wenn der Elefant in die Disco geht. Kinderlieder. Ravensburger, Ravensburg 1983.
- mit Bernd Roggenwallner: Südkurve. Jugendroman. Weltkreis Verlag, Dortmund 1984 (1988 erschien das Buch in der DDR im Verlag Neues Leben).
- So singt und spielt man anderswo. Kinderlieder, Kinderspiele und Geschichten aus Südeuropa. Ravensburger, Ravensburg 1985.
- Ene mene Singsang. Kinderlieder, Kinderspiele und Geschichten. Ravensburger, Ravensburg 1986; Neuausgabe: Verlag Aktive Musik, Dortmund 1992.
- Weihnachten überall. Weihnachtsgeschichten und -lieder aus europäischen Ländern. Ravensburger, Ravensburg 1988.
- mit Reinhard Bottländer: Das Geheimnis der Feme. Kinderbuch. Tapir Verlag, Dortmund 1988.
- mit Rudi Mika: Wie kommt die Maus in die Posaune? Neue Lieder für Kinder. Aktive Musik, Dortmund 1989.
- Manni Mülleimers Geschichten. Lese-Lieder-Bilderbuch über Umweltschmutz und Umweltschutz. Aktive Musik, Dortmund 1991.
- Der Disco-Elefant. Lied-Bilderbuch. Verlag Aktive Musik, Dortmund 1991.
- mit Rosemarie Künzler-Behncke: Narrentanz und Hexenreigen. Frühlings- und Sommergeschichten. Patmos Verlag, Düsseldorf 1991.
- mit Rosemarie Künzler-Behncke: Drachenflug und Lichterspiel. Herbst- und Wintergeschichten. Patmos Verlag, Düsseldorf 1991.
- Im Land der Blaukarierten. Bilderbuch. Verlag Aktive Musik, Dortmund 1992.
- mit Norman Junge und Ulrich Türk: Die Ballade von Herrn Gelb und Frau Blau. Bilderbuch. Verlag Aktive Musik, Dortmund 1992.
- Der Liederladen. Ohrwürmer, Evergreens und neue Hits. Verlag Rowohlt, Reinbek 1992.
- Tröpfel fällt aus allen Wolken. Umweltgeschichten für Kinder. Patmos Verlag, Düsseldorf 1993. (Illustrationen Dieter Heidenreich)
- mit Rosemarie Künzler-Behncke: Die Zwerge im Schweckhäuserberge. Nacherzählte Sagen von Wichteln, Kobolden & Co. Verlag Echter, Würzburg 1994.
- mit Hanna Joswig: Singsang Klingklang Zaubertuch. Theater, Spiellieder & Kunststücke rund ums Taschentuch. Verlag Ökotopia, Münster 1994.
- als Hrsg.: 100 flinke Hasen. Kinderlieder. Aktive Musik, Dortmund 1993.
- Die schönsten Kinderlieder aus aller Welt. Liederbuch. Arena Verlag, Würzburg 1994.
- als Hrsg. mit Heidi Kaiser: Spiele und Lieder zum Kuscheln und Kosen. Verlag Rowohlt, Reinbek 1996.
- Die verfressene Katze. Kinderbuch. Echter Verlag, Würzburg 1997.
- Das Schokoladenhuhn. Kinderbuch. Echter Verlag, Würzburg 1997.
- Bücherwurm und Bücherquatsch. Kinderbuch. Echter Verlag, Würzburg 1997.
- Fantastische Feste aus aller Welt (gemeinsam mit Jule Ehlers-Juhle). Lieder, Spiele, Rezepte, Geschichten und Bräuche. Verlag Luchterhand, Neuwied 1997
- Kinder brauchen Bewegung. Übungen, Spiele und Lieder für Kinder und Erwachsene. Verlag Rowohlt, Reinbek 1998.
- Der Ritter mit dem Zauberschwert. Loewe Verlag, Bindlach 2000; 2. Auflage ebenda 2004.
- mit Bernd Roggenwallner: Das EQ-Programm für Kinder. Förderung der emotionalen Intelligenz. Verlag Rowohlt, Reinbek 2001.
- Der verhexte Zauberstab. Kinderbuch. Verlag efm, Kamen 2006.
- mit Peter Schneller: Hören, sehen – sicher gehen. Ein unterhaltsames Buch für angehende Fußgänger. Verlag Beltz, Weinheim 2008.
- Da steppt der Eisbär. Gereimtes und Ungereimtes - Kindergedichte und Lieder. Verlag efm, Kamen 2008.
- Am Tag, als ich Houdini traf. Geschichten aus dem abenteuerlichen Leben des Entfesselungskünstlers Harry Houdini. Verlag efm, Kamen 2008.
- Todesengeln schreibt man nicht. Kriminalroman. Lychatz Verlag, Leipzig 2011.
- Der Ritter mit dem roten Band. Eine abenteuerliche Erzählung für Kinder. Lychatz Verlag, Leipzig 2011.
- Rache auf dem Oybin. Historischer Krimi. Lychatz Verlag, Leipzig 2011.
- Piraten auf der Nudelinsel. Eine skurrile Piratengeschichte für Kinder. Lychatz Verlag, Leipzig 2012.
- Die Geigerin. Historische Erzählung. Lychatz Verlag, Leipzig 2013.
- mit Elke Bannach: 1:0 für Greta. Fußballkrimi für Kinder. Lychatz Verlag, Leipzig 2013.
- mit Elke Bannach: Das Geheimnis der falschen Würfel. Historienkrimi. Lychatz Verlag, Leipzig 2015.
- als Hrsg.: Luna startet durch. Herausgegeben für den Friedrich-Bödecker-Kreis Sachsen-Anhalt e.V. (Buch zum Schulschreiberprojekt 2014). dorise Verlag, Erfurt 2015.
- mit Elke Bannach: Der stumme Ulrich. Historienkrimi. Lychatz Verlag, Leipzig 2016.
- Der verhexte Zirkus. Eine fantastische Geschichte für Kinder. Lychatz Verlag, Leipzig 2018.
- mit Elke Bannach: Ich bin nur der Knappe. Schräge Geschichten aus dem Mittelalter. Books on Demand, 2020.
- Wir sind neugierig. Spiellieder, Klanggeschichten und ein Singspiel. Musikverlag Elba, Sandersdorf-Brehna 2020.
- Ukulele spielen lernen. Ukuleleschule für Anfänger*innen. Musikverlag Elba, Sandersdorf-Brehna 2020.
- Musikalische Reise durch die Jahreszeiten. Kinderlieder von Klaus W. Hoffmann und August Heinrich Hoffmann von Fallersleben. Musikverlag Elba, Sandersdorf-Brehna 2021.
- mit Elke Bannach: Kalimba spielen lernen. Mit Kinderliedern und Entspannungsgeschichten. Musikverlag Elba, Sandersdorf-Brehna 2021.
- mit Herbert Somplatzki: Der gelbe Spatz. Mitmach-Musical für Kinder. Musikverlag Elba, Sandersdorf-Brehna 2021.
- Wir sind die starken Kinder. Lieder und Gedichte für Kinder, Musikverlag Elba, Sandersdorf-Brehna 2021.
- Wozu sind die Hände da? Fingerspiellieder und -gedichte, Musikverlag Elba, Sandersdorf-Brehna 2021.
- Meine beliebtesten Kinderlieder, Musikverlag Elba, Sandersdorf-Brehna 2022.

### Musikalben
- Kinderwelt Kinderlieder, Verlag pläne, Dortmund 1975
- Ich bin neugierig Kinderlieder, Verlag pläne, Dortmund 1977
- Spielmobil Kinderlieder, Verlag pläne, Dortmund 1980
- Das Bärenorchester Kinderlieder, Verlag pläne, Dortmund 1982
- Wenn der Elefant in die Disco geht Kinderlieder, Verlag pläne, Dortmund 1983
- Als der Hahn Krakowiak tanzte Hörgeschichte mit Liedern, Verlag pläne, Dortmund 1984
- Die Abenteuer des Plazuschek Hörgeschichte mit Liedern, Verlag pläne, Dortmund 1985
- Wir lassen die Kraniche fliegen Kinderlieder, Verlag pläne, Dortmund 1986
- Kinder lasst uns Kolo tanzen Serbokroatische Kinderlieder, Verlag pläne, Dortmund 1987
- Weihnachten überall Europäische Weihnachtslieder, Verlag pläne, Dortmund 1987
- Wie kommt die Maus in die Posaune Kinderlieder, Verlag pläne, Dortmund 1988
- Einmal Schweden und zurück Hörspiel mit Liedern, Verlag pläne/Ikea, Dortmund 1988
- Ene mene singsang Kinderlieder, Verlag pläne, Dortmund 1989
- Fjorde, Jul und Smorrebrod Skandinavische Kinderlieder, Verlag pläne, Dortmund 1989
- God Jul Weihnachten in Schweden. Hörspiel mit Liedern, Verlag pläne/Ikea, Dortmund 1989
- Manni Mülleimers Geschichten Hörspiel mit Liedern, Verlag Patmos, Düsseldorf 1990
- Narrentanz und Hexenreigen Kinderlieder und -geschichten, Verlag Patmos, Düsseldorf 1991
- Drachenflug und Lichterspiel Kinderlieder- und Geschichten, Verlag Patmos, Düsseldorf 1991
- Mäusefantenpop 1 (gemeinsam mit Klaus Neuhaus) Kinderlieder, Verlag Patmos, Düsseldorf 1991
- Mäusefantenpop 2 (gemeinsam mit Klaus Neuhaus) Kinderlieder, Verlag Patmos, Düsseldorf 1992
- Winterreise (gemeinsam mit Klaus Neuhaus) Winter- und Weihnachtslieder aus Europäischen Ländern, Verlag Patmos, Düsseldorf 1992
- Tröpfel fällt aus allen Wolken Kinderlieder- und Geschichten, Verlag Patmos, Düsseldorf 1992
- Der Liederladen Kinderlieder, Verlag Aktive Musik, Dortmund 1992
- Der Zaubermolch Hörspiel mit Liedern, Verlag Patmos, Düsseldorf 1992
- So singt und spielt man anderswo Kinderlieder aus europäischen Ländern, Verlag Aktive Musik, Dortmund 1993
- Tröpfel fällt aus allen Wolken Kinderlieder, Verlag Patmos, Düsseldorf 1993
- Die schönsten Kinderlieder aus aller Welt Verlag Patmos, Düsseldorf 1994
- Singsang, Klingklang, Zaubertuch Kinderlieder, Verlag Ökotopia, Münster 1994
- Gesichter Kinderlieder und -gedichte, Verlag Patmos, Düsseldorf 1995
- Lass uns kuscheln Kinderlieder, Verlag Aktive Musik, Dortmund 1995
- Tanz, tanz, tanz (gemeinsam mit Klaus Neuhaus), Tanzlieder aus europäischen Ländern, Verlag Patmos, Düsseldorf 1995
- Heute tanzen wir (gemeinsam mit Klaus Neuhaus), Tanzlieder aus europäischen Ländern, Verlag Patmos, Düsseldorf 1996
- Wozu sind die Hände da? Kinderlieder und -gedichte, Verlag Patmos, Düsseldorf 1996
- Hören, sehen – sicher gehen Kinderlieder zum richtigen Verhalten im Straßenverkehr, Verlag Aktive Musik, Dortmund 1997
- Abend wird es wieder Lieder zur guten Nacht, Verlag Aktive Musik, Dortmund 1997
- Der Braunbär möchte Schlitten fahren Winter- und Weihnachtslieder, Verlag Patmos, Düsseldorf 1997
- Wie das Fähnchen auf dem Turme Lieder, Fingerverse, Kniereiter und Reime für die ersten Kinderjahre, Verlag Aktive Musik, Dortmund 1999
- Der Ritter mit dem Zauberschwert Hörspiel, Verlag Uccello, Bad Lippspringe 2000
- Der Ritter und die Zauberin Hörspiel, Verlag Uccello, Bad Lippspringe 2001
- Kinderwelt Meine Ohrwürmer und Hits, Verlag Aktive Musik, Dortmund 2002
- Kleiner, kranker Bär (gemeinsam mit Rudi Mika), Geschichten, Lieder und Gedichte zum Gesundwerden, Verlag Aktive Musik, Dortmund 2002
- Da steppt der Eisbär Verlag Patmos, Düsseldorf 2008
- Ente Nelli liebt Musik Verlag Coppenrath, Münster 2010
- Drachenflug und Martinslicht Lieder für die kalte Jahreszeit, Verlag Sauerländer,  Mannheim 2011
- Kinderwelt Best Of, veröffentlicht auf den bekannten Streaming-Plattformen über das Label HörNeuMusik 2014.
- Heute tanzen wir Bewegungslieder für Kinder (gemeinsam mit Klaus Neuhaus), veröffentlicht auf den bekannten Streaming-Plattformen über das Label HörNeuMusik 2014.
- Da steppt der Eisbär Jazz für Kinder, veröffentlicht auf den bekannten Streaming-Plattformen über das Label HörNeuMusik 2014.
- Die schönsten Kinderlieder aus aller Welt veröffentlicht auf den bekannten Streaming-Plattformen über das Label HörNeuMusik 2015.
- Drachenflug und Martinslicht Lieder für die kalte Jahreszeit, veröffentlicht auf den bekannten Streaming-Plattformen über das Label HörNeuMusik 2015.
- Abend wird es wieder Lieder zur guten Nacht, veröffentlicht auf den bekannten Streaming-Plattformen über das Label HörNeuMusik 2015.
- Weihnachten überall Weihnachtslieder aus europäischen Ländern, veröffentlicht auf den bekannten Streaming-Plattformen über das Label HörNeuMusik 2015.
- Pingi Pongo Tierlieder für Kinder, veröffentlicht auf den bekannten Streaming-Plattformen über das Label HörNeuMusik 2018.
- Wir sind neugierig Popmusik für Kinder, veröffentlicht auf den bekannten Streaming-Plattformen über den Distributor MusicHub 2021.
- Gesichter Popmusik für Kinder, veröffentlicht auf den bekannten Streaming-Plattformen über den Distributor MusicHub 2021.
- Wozu sind die Hände da? Lieder mit Hand und Fuß, veröffentlicht auf den bekannten Streaming-Plattformen über den Distributor MusicHub 2021.
- Sommerfest am Weiher Umweltlieder für Kinder, veröffentlicht auf den bekannten Streaming-Plattformen über den Distributor MusicHub 2021.
- Wir sind die starken Kinder Popmusik für Kinder, veröffentlicht auf den bekannten Streaming-Plattformen über den Distributor Music-Hub 2021.
- Spukhausparty Fantastische Lieder für Kinder, veröffentlicht auf den bekannten Streaming-Plattformen über den Distributor MusicHub 2022.
- Ente Nelli liebt Musik Tierlieder für Kinder, veröffentlicht auf den bekannten Streaming-Plattformen über den Distributor HörNeuMusik 2023.
- Bärenstarke Kinder Mutmachlieder, veröffentlicht auf den bekannten Streaming-Plattformen über den Distributor Music-Hub 2024.
- Die kleine Mundharmonika und der Straßenverkehr Kinderlieder und Texte zur Verkehrssicherheit (gemeinsam mit Chris Kramer), veröffentlicht auf den bekannten Streaming-Plattformen über den Distributor DistroKid 2024.
- Ich reiste durch die Welt Kinderlieder aus europäischen Ländern (gemeinsam mit Chris Kramer), veröffentlicht auf den bekannten Streaming-Plattformen über den Distributor DistroKid 2024.
- Ich kann einen Regenbogen singen Kinderlieder aus England mit deutschen und englischen Texten (gemeinsam mit Thomas Lotz), veröffentlicht auf den bekannten Streaming-Plattformen über den Distributor MusicHub 2025.
- The First Noel Weihnachtslieder mit englischen und deutschen Texten (gemeinsam mit Thomas Lotz), veröffentlicht auf den bekannten Streaming-Plattformen über den Distributor MusicHub 2025.